# Tour d'Espagne 2013
La 68e édition de la Vuelta se déroule du 24 août au 15 septembre 2013. C'est la 22e épreuve du calendrier World Tour. Vainqueur de deux étapes, Christopher Horner (RadioShack-Leopard) remporte ce Tour d'Espagne. Il devient ainsi le plus vieux vainqueur d'un grand tour à presque 42 ans. Il s'adjuge également le classement du combiné. Il devance au classement général Vincenzo Nibali (Astana), porteur du maillot rouge durant 13 jours, et Alejandro Valverde (Movistar), qui s'impose dans le classement par points. Nicolas Édet (Cofidis) termine meilleur grimpeur. La formation Euskaltel Euskadi remporte le classement par équipes. Enfin, Javier Aramendia (Caja Rural-Seguros RGA) est désigné coureur le plus combatif de ce Tour d'Espagne.

## Présentation

### Parcours
Le parcours du Tour d'Espagne 2013, dont l'organisateur Javier Guillen espère « une course explosive », a été présenté le 12 janvier 2013 à Vigo en Espagne. Comme lors des trois éditions précédentes, l'épreuve commence par un contre-la-montre par équipes, long de 27 km. Les puncheurs et les grimpeurs devraient se mettre en évidence lors des deux étapes suivantes, avec une arrivée au sommet de l'Alto do Monte da Groba (11,4 km à 5,48 %, avec une pente maximale de 15 %) et du Mirador de Lobeira. Le lendemain a lieu une nouvelle étape vallonnée, avant une étape à nouveau difficile mais où les sprinteurs ont leurs chances. S'ensuivent alors deux étapes de plaine.
Les coureurs disputent ensuite trois étapes en Andalousie. La 8e étape se termine au sommet de l'Alto de Peñas Blancas. Le final de l'étape suivante comprend l'Alto de Fraile (sommet au km 158), sa descente puis le mur le Valdepeñas de Jaén et ses pentes à près de 30 %, que l'organisation décrit comme « une des côtes les plus dures du monde cycliste ». La 10e étape est la première étape de haute montagne de cette Vuelta, avec l'enchaînement de l'Alto de Monachil et de l'Alto de Hazallanas, en haut duquel est jugée l'arrivée. Après la première journée de repos, un contre-la-montre de 38 km est programmé. Après une étape de plaine, les favoris doivent être vigilants lors de la 13e étape, qui pourrait être perturbée par le vent.
La course passe ensuite trois jours dans les Pyrénées. La 14e étape, en Andorre, est marquée par l'enchaînement de quatre cols, dont le premier est le Port d'Envalira, Cima Alberto Fernandez (plus haut sommet de la Vuelta) cette année, et le dernier le col de la collada de la Gallina, au sommet duquel est jugée l'arrivée. Le final de la 15e étape est le même que celui de la 17e étape du Tour de France 2012, avec le Port de Balès puis l'arrivée à Peyragudes via le col de Peyresourde. La 16e étape mène les coureurs vers la station de ski de Formigal.
Après le deuxième jour de repos et une étape de plaine, deux étapes arrivent au sommet, avec des ascensions marquées par de forts pourcentages, à Peña Cabarga (es) (18e étape) et au sommet de l'Alto de l'Angliru (20e étape). Entre ces deux étapes, une autre arrivée au sommet est programmée, à l'Alto del Naranco. Enfin, la Vuelta se termine comme d'habitude à Madrid,.
Onze des vingt et une étapes se terminent par une montée. Ce Tour d'Espagne confirme le choix fait par les organisateurs en 2012 de proposer de nombreuses arrivées au sommet. Cette Vuelta est considérée comme « très difficile » et « spectaculaire », tandis qu'Alejandro Valverde estime que « le tracé fait peur, avec autant de montagne mais c'est ce que les fans aiment et c'est le plus important ».

### Équipes
En tant qu'épreuve World Tour, la Vuelta accueille les 18 équipes World Tour, et invite des équipes continentales professionnelles, au nombre de 4 ces dernières années. Cependant, l'équipe Katusha est réintégrée à l'UCI World Tour par à une décision du Tribunal arbitral du sport le 15 février, après en avoir été écartée par l'UCI. Les organisateurs annoncent alors qu'ils n'inviteront que 3 équipes, ne pouvant dépasser les 22 équipes au total. L'organisateur Unipublic a annoncé le 3 mai 2013 que les formations invitées sont Caja Rural-Seguros RGA, Cofidis et NetApp-Endura. 22 équipes participent à ce Tour d'Espagne - 19 ProTeams et 3 équipes continentales professionnelles :
| Nom de l'équipe         | Pays        | Code |
| ----------------------- | ----------- | ---- |
| AG2R La Mondiale        | France      | ALM  |
| Argos-Shimano           | Pays-Bas    | ARG  |
| Astana                  | Kazakhstan  | AST  |
| Belkin                  | Pays-Bas    | BEL  |
| BMC Racing              | États-Unis  | BMC  |
| Cannondale              | Italie      | CAN  |
| Euskaltel Euskadi       | Espagne     | EUS  |
| FDJ.fr                  | France      | FDJ  |
| Garmin-Sharp            | États-Unis  | GRS  |
| Katusha                 | Russie      | KAT  |
| Lampre-Merida           | Italie      | LAM  |
| Lotto-Belisol           | Belgique    | LTB  |
| Movistar                | Espagne     | MOV  |
| Omega Pharma-Quick Step | Belgique    | OPQ  |
| Orica-GreenEDGE         | Australie   | OGE  |
| RadioShack-Leopard      | Luxembourg  | RLT  |
| Saxo-Tinkoff            | Danemark    | TST  |
| Sky                     | Royaume-Uni | SKY  |
| Vacansoleil-DCM         | Pays-Bas    | VCD  |

| Nom de l'équipe        | Pays      | Code |
| ---------------------- | --------- | ---- |
| Caja Rural-Seguros RGA | Espagne   | CJR  |
| Cofidis                | France    | COF  |
| NetApp-Endura          | Allemagne | TNE  |

### Favoris
Vincenzo Nibali (Astana), Joaquim Rodríguez (Katusha) et Alejandro Valverde (Movistar) sont considérés comme les favoris de ce Tour d'Espagne,. Nibali, vainqueur de Tirreno-Adriatico et du Tour d'Italie, est le favori naturel de cette Vuelta, même s'il aura également en tête de briller aux championnats du monde, à Florence. Rodríguez, auteur de plusieurs podiums sur les Grands Tours mais jamais gagnant et 3e du récent Tour de France, aura pour lui un parcours à sa mesure et un solide lieutenant en la personne de Daniel Moreno. Valverde, qui a toujours brillé sur son tour national, sera sûrement en forme après un début de saison allégé dans l'optique de l'enchaînement Tour-Vuelta. Pour la fin de l'équipe Euskaltel Euskadi, cette dernière aligne son trio Samuel Sánchez-Igor Antón-Mikel Nieve. En l'absence du tenant du titre Alberto Contador, la formation Saxo-Tinkoff aligne Roman Kreuziger, 5e du Tour de France et 3e de la Classique de Saint-Sébastien. Ce dernier déclare cependant se rendre sur le Tour d'Espagne pour gagner une étape, préparer les mondiaux et aider Nicolas Roche et Rafał Majka. L'équipe AG2R La Mondiale aura, comme au Giro, pour leaders Domenico Pozzovivo et Carlos Betancur, qui néanmoins "part un peu dans l'inconnu". Les autres favoris sont le duo de Belkin Bauke Mollema-Laurens ten Dam, en vue sur la Grande boucle mais qui ont reculé en 3e semaine sur le Tour, Sergio Henao (Sky) et son lieutenant Rigoberto Urán, Christopher Horner (RadioShack-Leopard) et Ivan Basso (Cannondale), de retour en forme au mois d'août. Daniel Martin (Garmin-Sharp), Michele Scarponi (Lampre-Merida), Thibaut Pinot (FDJ.fr) et David Arroyo (Caja Rural-Seguros RGA) sont également candidats à un bon classement général.

#### Sprinteurs
En l'absence des meilleurs mondiaux, les sprints s'annoncent très ouverts. Michael Matthews (Orica-GreenEDGE) en est le favori, tout comme Edvald Boasson Hagen (Sky), Tyler Farrar (Garmin-Sharp), Nikias Arndt (Argos-Shimano), Adrien Petit (Cofidis), Maximiliano Richeze (Lampre-Merida), Gregory Henderson (Lotto-Belisol), Gianni Meersman (Omega Pharma-Quick Step), Barry Markus (Vacansoleil-DCM) et Robert Wagner (Belkin).

## Récit de la course

### 24 - 27 août: le maillot rouge change tous les jours
Les Astana remportent le contre-la-montre par équipes inaugural, permettant à Janez Brajkovič d'endosser le maillot rouge et à Vincenzo Nibali de gagner du temps sur ses rivaux. Ils devancent les RadioShack-Leopard de 10 secondes et les Omega Pharma-Quick Step de 16. La formation Movistar d'Alejandro Valverde concède 29 secondes, l'équipe Katusha de Joaquim Rodríguez 59 secondes. Sky est quatrième à 22 secondes, les Saxo-Tinkoff sixièmes à 32 secondes. Le lendemain, Leopold König (NetApp-Endura) attaque à 2 km de l'arrivée, puis Domenico Pozzovivo (AG2R La Mondiale), Daniel Moreno (Katusha) et Nicolas Roche (Saxo-Tinkoff) sortent en contre. Roche s'adjuge finalement cette première arrivée au sommet, quelques secondes devant Moreno, Pozzovivo et König. Valverde et Rodríguez terminent à 12 secondes du vainqueur, le groupe des favoris, réglé par Ivan Basso (Cannondale), à 14 secondes. Nibali s'empare du maillot rouge, avec 8 secondes d'avance sur Roche, qui prend la tête de tous les classements annexes. L'équipe Sky a livré une prestation décevante, avec notamment Sergio Henao qui finit à plus de deux minutes et demie du vainqueur. Carlos Betancur (AG2R La Mondiale) est le grand perdant du jour, avec plus de 10 min de retard, et confirme ses limites entrevues la veille. Christopher Horner (RadioShack-Leopard) s'impose au sommet du mur final de la 3e étape, trois secondes devant le groupe maillot rouge réglé par Valverde et Rodríguez, prenant ainsi la tête du classement général. Il devance Nibali de 3 secondes et Roche de 11 secondes. Moreno gagne la 4e étape, en devançant Fabian Cancellara (RadioShack-Leopard) et Michael Matthews (Orica-GreenEDGE), et endosse le maillot vert. Plusieurs prétendants au classement général perdent six secondes à la suite d'une cassure dans la dernière montée. C'est notamment le cas de Horner, qui cède le maillot rouge à Nibali, sur qui il a désormais 3 secondes de retard.

### 28 - 30 août: étapes de plaine
Le premier sprint massif de ce Tour d'Espagne a lieu lors de la 5e étape. La victoire revient à Michael Matthews, qui devance Maximiliano Richeze (Lampre-Merida) et Gianni Meersman (Omega Pharma-Quick Step). Échappé depuis le premier kilomètre de la 6e étape, Tony Martin (Omega Pharma-Quick Step) parvient à maintenir une avance d'une dizaine de secondes sur le peloton dans les derniers kilomètres. Il se fait reprendre dans les derniers mètres de l'étape, et assiste à la victoire de Michael Mørkøv (Saxo-Tinkoff), devant Richeze et Fabian Cancellara. Matthews, 6e de l'étape, s'empare du maillot vert. Le lendemain, Philippe Gilbert (BMC Racing) attaque à 9 km de l'arrivée, suivi par Zdeněk Štybar (Omega Pharma-Quick Step). Štybar bat au sprint Gilbert, Robert Wagner (Belkin) et le reste du peloton échouent à une seconde de ce duo.

### 31 août - 2 septembre: les outsiders au pouvoir
Leopold König s'impose au sommet de l'Alto de Peñas Blancas. Daniel Moreno revient fort et termine à seulement une seconde, et reprend la tête du classement par points. Nicolas Roche, Thibaut Pinot (FDJ.fr) et Ivan Basso finissent à cinq secondes. Le vainqueur du jour remonte à la cinquième place du classement général, à 29 secondes du nouveau maillot rouge Roche qui possède 17 secondes sur Christopher Horner et Moreno. Ce dernier remporte la 9e étape en haut du mur de Valdepeñas de Jaén, devançant de 4 secondes Alejandro Valverde et Joaquim Rodríguez. Roche termine à 8 secondes. Moreno est le nouveau leader du classement général et du classement du combiné, avec une seconde d'avance sur Roche, une vingtaine sur Nibali et Valverde. Horner s'adjuge la première étape de haute montagne, avec 48 secondes d'avance sur Nibali et 1 minute 02 secondes sur Valverde, Basso, Rodríguez et Pinot. Le classement général est désormais dominé par Horner, qui s'empare également du maillot à pois et du maillot blanc, 43 secondes devant Nibali, 53 secondes devant Roche et 1 minute 2 secondes devant Valverde.

### 4 - 6 septembre: contre-la-montre et étapes de transition
Fabian Cancellara gagne le contre-la-montre, en devançant de 37 secondes le champion du monde de la spécialité Tony Martin et 1 minute 24 secondes sur Domenico Pozzovivo. Vincenzo Nibali, 4e de l'étape à 1 minute 25 secondes, récupère le maillot rouge. Il devance au classement général Roche, qui endosse de nouveau le maillot blanc, de 33 secondes, Alejandro Valverde et Christopher Horner de 46 secondes et Joaquim Rodríguez de 2 minutes 33 secondes. Pozzovivo remonte à la 6e place, devant Ivan Basso, Thibaut Pinot, Rafał Majka et Daniel Moreno. Philippe Gilbert obtient son premier succès avec le maillot arc-en-ciel sur la 12e étape, en devançant au sprint Edvald Boasson Hagen (Sky) et Maximiliano Richeze. Ivan Basso et Nicolas Roche empochent 3 et 2 secondes de bonification lors du 2e sprint intermédiaire. Le lendemain, une échappée de 10 coureurs se dispute la victoire d'étape. Warren Barguil (Argos-Shimano) attaque dans le final et s'impose avec 7 secondes d'avance sur Rinaldo Nocentini (AG2R La Mondiale) et Bauke Mollema (Belkin).

### 7 - 9 septembre: échappées victorieuses et changements au classement dans les Pyrénées
Seul rescapé de l'échappée matinale, Daniele Ratto (Cannondale) remporte la 14e étape disputée sous la pluie et le froid, s'emparant ainsi de la tête du classement de la montagne. À 1,6 km de l'arrivée, Christopher Horner attaque, suivi par Vincenzo Nibali. Nibali termine deuxième de l'étape à près de quatre minutes, Horner est troisième deux secondes plus tard. Leurs rivaux concèdent du temps, notamment Daniel Moreno et Nicolas Roche. Victime d'une hypothermie, Ivan Basso abandonne. Au classement général, Nibali possède 50 secondes d'avance sur Horner, 1 minute 42 secondes sur le nouveau maillot vert Alejandro Valverde. Lors de la 15e étape, 28 coureurs s'échappent, puis six faussent compagnie à leurs compagnons dans la première ascension de la journée. Parmi eux, Nicolas Edet (Cofidis) passe en tête les deux premiers cols de la journée et s'empare du maillot à pois. Roche attaque sur la fin du Port de Balès, puis Alexandre Geniez (FDJ.fr) s'isole en tête de la course dans la descente. Il s'adjuge l'étape avec trois minutes d'avance sur Michele Scarponi (Lampre-Merida) et sur Roche. Le groupe maillot rouge termine quelques secondes plus tard. Présent dans l'échappée, Warren Barguil attaque à 9 km de l'arrivée de la 16e étape. Rigoberto Urán (Sky) le rejoint peu avant la flamme rouge, puis Barguil s'impose au sprint de quelques millimètres. Au classement général, Nibali possède désormais 28 secondes d'avance sur Horner, 1 minute 14 secondes sur Valverde et 2 minutes 29 secondes sur Rodríguez.

### 11 - 15 septembre: Horner bat Nibali
Les RadioShack-Leopard et les Saxo-Tinkoff créent une bordure à 28 km de l'arrivée de la 17e étape, et une trentaine de coureurs composent le groupe de tête. Un groupe d'une soixantaine d'éléments, dont Thibaut Pinot, Domenico Pozzovivo et Tanel Kangert, concède une minute et demi à l'arrivée. Malgré une attaque de Diego Ulissi (Lampre-Merida) à 9 km du but, rejoint par Egoi Martínez (Euskaltel Euskadi) quelques kilomètres plus loin, le groupe de tête va se disputer la victoire au sprint. Bauke Mollema démarre à 500 m de la ligne et s'impose devant Edvald Boasson Hagen et Maximiliano Richeze. Le lendemain, Vasil Kiryienka (Sky) attaque dans l'avant-dernière ascension du jour, et s'impose au sommet de Peña Cabarga (es) devant ses ex-compagnons d'échappée. Christopher Horner prend du temps dans la montée finale sur ses rivaux, et termine sixième de l'étape. Au classement général, Vincenzo Nibali ne possède plus que 3 secondes d'avance sur Horner. Alejandro Valverde est 3e à plus d'une minute. Sur l'Alto de Naranco, lors de la 19e étape, Rodríguez attaque à la flamme rouge et s'adjuge l'étape, 11 secondes devant Ulissi, Daniel Moreno et Samuel Sánchez (Euskaltel Euskadi), 14 devant Horner et Valverde, 20 devant König et Nibali. Horner endosse ainsi le maillot rouge, trois secondes devant Nibali. Les pentes de l'Alto de l'Angliru sont alors attendues pour départager les premiers du classement général : l'écart entre Horner et Nibali est très faible, mais Horner a dominé Nibali en montagne. Valverde et Rodríguez pourraient également profiter des forts pourcentages pour renverser le classement. Rescapé de l'échappée matinale, Kenny Elissonde (FDJ.fr) s'impose au sommet de l'Angliru dans un brouillard épais, avec 26 secondes d'avance sur Horner, 54 sur Valverde et Nibali et 1 minute 45 secondes sur Rodríguez. Les six premières positions du classement général sont inchangées : Christopher Horner est toujours maillot rouge, devant Vincenzo Nibali, Alejandro Valverde, Joaquim Rodríguez, Nicolas Roche et Domenico Pozzovivo. Michael Matthews remporte la 21e et dernière étape au sprint, devant Tyler Farrar (Gamin-Sharp) et Nikias Arndt (Argos-Shimano). Horner termine dans le peloton et remporte ce Tour d'Espagne, devenant ainsi le plus vieux vainqueur d'un Grand Tour, et s'adjuge également le classement du combiné. Il devance Nibali et Valverde, maillot vert. Nicolas Edet est le maillot à pois et Euskaltel Euskadi la meilleure équipe. Javier Aramendia (Caja Rural-Seguros RGA) est désigné coureur le plus combatif.

## Bilan

### La victoire de Christopher Horner
En remportant le classement général à presque 42 ans (il les aura au mois d'octobre), Christopher Horner est devenu le plus vieux vainqueur d'un grand tour, le précédent record datait du Tour de France 1922, remporté par Firmin Lambot à 36 ans et demi. En gagnant les 3e et 10e étapes, Horner est également devenu le plus vieux vainqueur d'une étape d'un grand tour, effaçant le précédent record de Pino Cerami, auteur d'un succès sur la 9e étape du Tour de France 1963 à 41 ans.
L'âge avancé du coureur de RadioShack-Leopard fait apparaître de nombreux soupçons de dopage chez les différents observateurs. Tout d'abord, sa communication pose un problème : après avoir perdu le maillot rouge pour 3 secondes lors de la 4e étape, il déclare que « ce n’est pas une mauvaise chose de perdre le maillot rouge » car « il s’agit de [sa] dernière interview avant les étapes de montagne où [il reprendra] le maillot rouge », alors qu'il n'est alors qu'un outsider. Horner rappelle également sur plusieurs points Lance Armstrong : le soutien de Johan Bruyneel, le fait qu'il est le seul coureur parmi les proches d'Armstrong à la création de RadioShack à en faire toujours partie (bien que la licence actuelle est la licence de RadioShack-Leopard) et son coup de pédale, en danseuse du début à la fin des cols. Horner a également réalisé le deuxième meilleur temps de l'histoire de l'Angliru derrière Roberto Heras.
Cependant, Horner n'a jamais été contrôlé positif et n'a pas fait partie de l'équipe d'Armstrong lors de la première carrière de celui-ci. Horner a commencé sa carrière sur le tard, il ne court réellement les grandes courses que depuis la saison 2005, où il avait 33 ans. C'est aussi un dur au mal, « qui se [met] dans des états que les jeunes sont incapables d'atteindre » selon Alain Gallopin. Horner a de plus bénéficié sur ce Tour d'Espagne d'une concurrence amoindrie : Vincenzo Nibali est arrivé en Espagne avec les mondiaux de Florence en tête, Alejandro Valverde et Joaquim Rodríguez ont brillé sur le Tour de France auparavant. Horner n'avait figuré qu'une fois parmi les dix premiers d'un grand tour (9e du Tour de France 2011), mais cela s'explique aussi par le fait qu'il se sacrifiait pour ses leaders.
Enfin, Horner est arrivé sur la Vuelta avec très peu de jours de courses depuis le début de saison : cela explique sa fraîcheur par rapport à ses concurrents, mais cela représentait le risque de ne pas être à leur niveau en fin d'épreuve,,,,.

### Les autres membres du haut du classement
Vincenzo Nibali, porteur durant 13 jours du maillot rouge, a raté de peu le doublé Giro-Vuelta. Après avoir perdu du temps face à Christopher Horner lors des 18e et 19e étapes, il attaque à de nombreuses reprises dans l'Angliru. Alejandro Valverde a obtenu un cinquième podium sur le Tour d'Espagne, et son cinquième classement annexe. Joaquim Rodríguez, qui a fait « tout ce qu'[il pouvait] » malgré un contre-la-montre décevant, ne termine pas pour la première fois depuis 2011 sur le podium d'un grand tour, après avoir terminé en 2012 deuxième du Tour d'Italie et troisième du Tour d'Espagne, et troisième du Tour de France 2013. En s'imposant lors de la 19e étape, il devient le coureur en activité avec le plus de victoires sur le Tour d'Espagne, avec 8 succès. Les deux coureurs ont pour point commun d'avoir brillé sur le Tour de France avant la Vuelta, ainsi que d'avoir eu un lieutenant de très grande qualité, à savoir le discret mais très efficace José Herrada, 12e du classement général, pour Valverde et Daniel Moreno, vainqueur de deux étapes et dixième du classement final, pour Rodríguez. La belle surprise de cette édition est Nicolas Roche : l'Irlandais a obtenu un très bon bilan (5e du classement général, un succès d'étape et un jour avec le maillot rouge), grâce à une attitude offensive, notamment en attaquant dans le Port de Balès sur la 15e étape et en ayant une équipe très active dans la bordure de la 17e étape.

### Le très bon bilan des coureurs français
Vingt coureurs français ont pris le départ de cette Vuelta. Tandis que les coureurs français d'AG2R la Mondiale ont participé à la sixième place de Domenico Pozzovivo, la FDJ.fr alignait huit coureurs français sur neuf, avec un excellent bilan : deux victoires d'étapes (Alexandre Geniez et Kenny Elissonde) et Thibaut Pinot qui termine septième du classement général. Nicolas Edet apporte un cinquième maillot à pois en six ans à l'équipe Cofidis. Enfin, du côté des équipes non-françaises, Argos-Shimano présentait au départ deux coureurs français : Warren Barguil, vainqueur de deux étapes, et Thierry Hupond, qui a abandonné lors de la 20e étape. Ce bilan, largement le meilleur pour les Français hors Tour de France depuis l'affaire Festina, a eu lieu grâce aux jeunes coureurs (Barguil, Elissonde, Pinot, Geniez et Edet ont 25 ans maximum). Ce résultat est attribué à la qualité des coureurs de cette génération, mais aussi au fait que le Tour de France n'est plus la seule référence pour les coureurs français.

### La Vuelta, toujours la meilleure préparation pour les mondiaux?
Cette année encore, plusieurs favoris des championnats du monde ont choisi de se préparer sur le Tour d'Espagne. Vincenzo Nibali se présente au départ de la Vuelta en annonçant son objectif de monter en puissance au fil de la course, en vue des mondiaux. Alejandro Valverde et Joaquim Rodríguez seront également leaders de la sélection espagnole. Philippe Gilbert abandonne lors de la 15e étape « pour sa préparation aux championnats du monde sur route où il défendra son titre ». Il reconnait avoir « aussi décidé qu'[il] ne [ferait] que deux semaines ». Fabian Cancellara ne prend pas le départ de la 18e étape, également dans le but de préparer les mondiaux. Le Tour d'Espagne, qui dure 3 semaines, permet de peaufiner la forme et l'endurance, ainsi que de trouver un plateau conséquent. Ainsi, Cancellara estime que « c'est la meilleure préparation ». De plus, le contre-la-monte individuel permet de prendre un avantage psychologique en vue de l'épreuve contre-la-montre des championnats du monde.
Cependant, plusieurs prétendants à une médaille mondiale ont préféré participer aux classiques canadiennes, le Grand Prix de Québec et le Grand Prix de Montréal. Cette solution permet aux coureurs ayant brillé sur le Tour de France de maintenir leur forme et d'engranger de la confiance. Pour Peter Sagan, ces deux courses concluent un mois en Amérique du Nord après un stage à Aspen, le Tour du Colorado et le Tour d'Alberta. Enfin, les classique canadiennes permettent de courir des courses en circuits exigeantes.

## Étapes
| Étape     | Date               | Villes étapes                                         | Type                      | Distance (km)    | Vainqueur d’étape  | Leader du classement général |
| --------- | ------------------ | ----------------------------------------------------- | ------------------------- | ---------------- | ------------------ | ---------------------------- |
| 1re étape | Sam. 24 août       | Vilanova de Arousa – Sanxenxo                         | Contre-la-montre          | 27,4             | Astana             | Janez Brajkovič              |
| 2e étape  | Dim. 25 août       | Pontevedra – Baiona>Alto Do Monte Da Groba            | Étape de moyenne montagne | 177,7            | Nicolas Roche      | Vincenzo Nibali              |
| 3e étape  | Lun. 26 août       | Vigo – Vilagarcía de Arousa>Mirador de Lobeira        | Étape de plaine           | 184,8            | Christopher Horner | Christopher Horner           |
| 4e étape  | Mar. 27 août       | Lalín – Finisterre                                    | Étape de moyenne montagne | 189              | Daniel Moreno      | Vincenzo Nibali              |
| 5e étape  | Mer. 28 août       | Sober – Lac de Sanabria                               | Étape de moyenne montagne | 174,3            | Michael Matthews   | Vincenzo Nibali              |
| 6e étape  | Jeu. 29 août       | Guijuelo – Cáceres                                    | Étape de plaine           | 175              | Michael Mørkøv     | Vincenzo Nibali              |
| 7e étape  | Ven. 30 août       | Almendralejo – Mairena del Aljarafe                   | Étape de plaine           | 205,9            | Zdeněk Štybar      | Vincenzo Nibali              |
| 8e étape  | Sam. 31 août       | Jerez de la Frontera – Estepona>Alto de Peñas Blancas | Étape de moyenne montagne | 166,6            | Leopold König      | Nicolas Roche                |
| 9e étape  | Dim. 1er septembre | Antequera – Valdepeñas                                | Étape de moyenne montagne | 163,7            | Daniel Moreno      | Daniel Moreno                |
| 10e étape | Lun. 2 septembre   | Torredelcampo – Güéjar-Sierra>Alto de Hazallanas      | Étape de montagne         | 186,8            | Christopher Horner | Christopher Horner           |
|           | Mar. 3 septembre   | Torredelcampo                                         | Journée de repos          | Journée de repos | Journée de repos   | Journée de repos             |
| 11e étape | Mer. 4 septembre   | Tarazona – Tarazona                                   | Contre-la-montre          | 38,8             | Fabian Cancellara  | Vincenzo Nibali              |
| 12e étape | Jeu. 5 septembre   | Maella – Tarragone                                    | Étape de plaine           | 164,2            | Philippe Gilbert   | Vincenzo Nibali              |
| 13e étape | Ven. 6 septembre   | Valls – Castelldefels                                 | Étape de moyenne montagne | 169              | Warren Barguil     | Vincenzo Nibali              |
| 14e étape | Sam. 7 septembre   | Bagà – Andorre>Collada de la Gallina (AND)            | Étape de montagne         | 155,7            | Daniele Ratto      | Vincenzo Nibali              |
| 15e étape | Dim. 8 septembre   | Andorre (AND) – Peyragudes (FRA)                      | Étape de montagne         | 224,9            | Alexandre Geniez   | Vincenzo Nibali              |
| 16e étape | Lun. 9 septembre   | Graus – Sallent de Gállego>Aramón Formigal            | Étape de montagne         | 146,8            | Warren Barguil     | Vincenzo Nibali              |
|           | Mar. 10 septembre  |                                                       | Journée de repos          | Journée de repos | Journée de repos   | Journée de repos             |
| 17e étape | Mer. 11 septembre  | Calahorra – Burgos                                    | Étape de plaine           | 189              | Bauke Mollema      | Vincenzo Nibali              |
| 18e étape | Jeu. 12 septembre  | Burgos – Peña Cabarga (es)                            | Étape de montagne         | 186,5            | Vasil Kiryienka    | Vincenzo Nibali              |
| 19e étape | Ven. 13 septembre  | San Vicente de la Barquera – Oviedo>Alto del Naranco  | Étape de moyenne montagne | 181              | Joaquim Rodríguez  | Christopher Horner           |
| 20e étape | Sam. 14 septembre  | Avilés – Alto de l'Angliru                            | Étape de montagne         | 142,2            | Kenny Elissonde    | Christopher Horner           |
| 21e étape | Dim. 15 septembre  | Leganés – Madrid                                      | Étape de plaine           | 109,6            | Michael Matthews   | Christopher Horner           |

## Classements finals

### Classement général
|    | Cycliste             | Pays       | Équipe                 |    | Temps            |
| -- | -------------------- | ---------- | ---------------------- | -- | ---------------- |
| 1  | Christopher Horner   | États-Unis | RadioShack-Leopard     | en | 84 h 36 min 04 s |
| 2  | Vincenzo Nibali      | Italie     | Astana                 | +  | 37 s             |
| 3  | Alejandro Valverde   | Espagne    | Movistar               |    | 1 min 36 s       |
| 4  | Joaquim Rodríguez    | Espagne    | Katusha                |    | 3 min 22 s       |
| 5  | Nicolas Roche        | Irlande    | Saxo-Tinkoff           |    | 7 min 11 s       |
| 6  | Domenico Pozzovivo   | Italie     | AG2R La Mondiale       |    | 8 min 00 s       |
| 7  | Thibaut Pinot        | France     | FDJ.fr                 |    | 8 min 41 s       |
| 8  | Samuel Sánchez       | Espagne    | Euskaltel Euskadi      |    | 9 min 51 s       |
| 9  | Leopold König        | Tchéquie   | NetApp-Endura          |    | 10 min 11 s      |
| 10 | Daniel Moreno        | Espagne    | Katusha                |    | 13 min 11 s      |
| 11 | Tanel Kangert        | Estonie    | Astana                 |    | 14 min 05 s      |
| 12 | José Herrada         | Espagne    | Movistar               |    | 16 min 48 s      |
| 13 | David Arroyo         | Espagne    | Caja Rural-Seguros RGA |    | 17 min 34 s      |
| 14 | Dominik Nerz         | Allemagne  | BMC Racing             |    | 19 min 26 s      |
| 15 | Michele Scarponi     | Italie     | Lampre-Merida          |    | 22 min 04 s      |
| 16 | André Cardoso        | Portugal   | Caja Rural-Seguros RGA |    | 25 min 03 s      |
| 17 | Robert Kišerlovski   | Croatie    | RadioShack-Leopard     |    | 25 min 06 s      |
| 18 | Chris Anker Sørensen | Danemark   | Saxo-Tinkoff           |    | 27 min 02 s      |
| 19 | Rafał Majka          | Pologne    | Saxo-Tinkoff           |    | 32 min 52 s      |
| 20 | Igor Antón           | Espagne    | Euskaltel Euskadi      |    | 33 min 05 s      |
| 21 | Yoann Bagot          | France     | Cofidis                |    | 35 min 22 s      |
| 22 | José Mendes          | Portugal   | NetApp-Endura          |    | 39 min 25 s      |
| 23 | Mikel Nieve          | Espagne    | Euskaltel Euskadi      |    | 49 min 36 s      |
| 24 | Eros Capecchi        | Italie     | Movistar               |    | 50 min 23 s      |
| 25 | Amets Txurruka       | Espagne    | Caja Rural-Seguros RGA |    | 51 min 17 s      |

### Classements annexes
|    | Cycliste             | Équipe             | Points |
| -- | -------------------- | ------------------ | ------ |
| 1  | Alejandro Valverde   | Movistar           | 152    |
| 2  | Christopher Horner   | RadioShack-Leopard | 126    |
| 3  | Joaquim Rodríguez    | Katusha            | 125    |
| 4  | Nicolas Roche        | Saxo-Tinkoff       | 122    |
| 5  | Daniel Moreno        | Katusha            | 119    |
| 6  | Vincenzo Nibali      | Astana             | 111    |
| 7  | Maximiliano Richeze  | Lampre-Merida      | 84     |
| 8  | Edvald Boasson Hagen | Sky                | 83     |
| 9  | Michael Matthews     | Orica-GreenEDGE    | 78     |
| 10 | Bauke Mollema        | Belkin             | 75     |

|    | Cycliste           | Équipe                 | Points |
| -- | ------------------ | ---------------------- | ------ |
| 1  | Nicolas Edet       | Cofidis                | 46     |
| 2  | Christopher Horner | RadioShack-Leopard     | 32     |
| 3  | Daniele Ratto      | Cannondale             | 30     |
| 4  | André Cardoso      | Caja Rural-Seguros RGA | 26     |
| 5  | Vincenzo Nibali    | Astana                 | 23     |
| 6  | Amets Txurruka     | Caja Rural-Seguros RGA | 22     |
| 7  | Kenny Elissonde    | FDJ.fr                 | 21     |
| 8  | Nicolas Roche      | Saxo-Tinkoff           | 19     |
| 9  | Vasil Kiryienka    | Sky                    | 18     |
| 10 | Michele Scarponi   | Lampre-Merida          | 17     |

|    | Cycliste           | Équipe                 | Points |
| -- | ------------------ | ---------------------- | ------ |
| 1  | Christopher Horner | RadioShack-Leopard     | 5      |
| 2  | Vincenzo Nibali    | Astana                 | 13     |
| 3  | Alejandro Valverde | Movistar               | 17     |
| 4  | Nicolas Roche      | Saxo-Tinkoff           | 17     |
| 5  | Joaquim Rodríguez  | Katusha                | 27     |
| 6  | Daniel Moreno      | Katusha                | 32     |
| 7  | Michele Scarponi   | Lampre-Merida          | 41     |
| 8  | Leopold König      | NetApp-Endura          | 42     |
| 9  | Domenico Pozzovivo | AG2R La Mondiale       | 43     |
| 10 | André Cardoso      | Caja Rural-Seguros RGA | 54     |

|    | Équipe                 | Pays       |    | Temps             |
| -- | ---------------------- | ---------- | -- | ----------------- |
| 1  | Euskaltel Euskadi      | Espagne    | en | 253 h 29 min 35 s |
| 2  | Movistar               | Espagne    | +  | 1 min 2 s         |
| 3  | Astana                 | Kazakhstan |    | 1 min 30 s        |
| 4  | Saxo-Tinkoff           | Danemark   |    | 9 min 56 s        |
| 5  | Caja Rural-Seguros RGA | Espagne    |    | 33 min 48 s       |
| 6  | Katusha                | Russie     |    | 45 min 21 s       |
| 7  | RadioShack-Leopard     | Luxembourg |    | 46 min 54 s       |
| 8  | NetApp-Endura          | Allemagne  |    | 52 min 29 s       |
| 9  | FDJ.fr                 | France     |    | 1 h 1 min 21 s    |
| 10 | BMC Racing             | États-Unis |    | 1 h 56 min 46 s   |

### UCI World Tour
Ce Tour d'Espagne attribue des points pour l'UCI World Tour 2013, seulement aux coureurs des équipes ayant un label ProTeam.
| Position           | 1er | 2e  | 3e  | 4e | 5e | 6e | 7e | 8e | 9e | 10e | 11e | 12e | 13e | 14e | 15e | 16e | 17e | 18e | 19e | 20e |
| Classement général | 170 | 130 | 100 | 90 | 80 | 70 | 60 | 52 | 44 | 38  | 32  | 26  | 22  | 18  | 14  | 10  | 8   | 6   | 4   | 2   |
| Par étape          | 16  | 8   | 4   | 2  | 1  |    |    |    |    |     |     |     |     |     |     |     |     |     |     |     |

Joaquim Rodríguez (Katusha), 4e du classement général et vainqueur d'une étape, remonte à la 2e place de l'UCI World Tour derrière Christopher Froome (Sky). Vincenzo Nibali (Astana), 2e du Tour d'Espagne, gagne 4 places au classement et se retrouve désormais 4e, juste devant Alejandro Valverde (Movistar), 3e de la Vuelta. Le vainqueur du classement général et de 2 étapes Christopher Horner (RadioShack-Leopard) grimpe à la 12e place de l'UCI World Tour. La formation Sky est toujours en tête du classement par équipes et l'Espagne consolide sa 1re place du classement par nations.
| #  | Coureur            | Équipe             | Points |
| -- | ------------------ | ------------------ | ------ |
| 1  | Christopher Horner | RadioShack-Leopard | 215    |
| 2  | Vincenzo Nibali    | Astana             | 152    |
| 3  | Alejandro Valverde | Movistar           | 126    |
| 4  | Joaquim Rodríguez  | Katusha            | 117    |
| 5  | Nicolas Roche      | Saxo-Tinkoff       | 106    |
| 6  | Daniel Moreno      | Katusha            | 90     |
| 7  | Domenico Pozzovivo | AG2R La Mondiale   | 78     |
| 8  | Thibaut Pinot      | FDJ.fr             | 62     |
| 9  | Samuel Sánchez     | Euskaltel Euskadi  | 56     |
| 10 | Michael Matthews   | Orica-GreenEDGE    | 36     |

| Suite du classement (11-45) | Suite du classement (11-45) | Suite du classement (11-45) | Suite du classement (11-45) |
| --------------------------- | --------------------------- | --------------------------- | --------------------------- |
| #                           | Coureur                     | Équipe                      | Points                      |
| 11                          | Warren Barguil              | Argos-Shimano               | 32                          |
| 11                          | Tanel Kangert               | Astana                      | 32                          |
| 13                          | Fabian Cancellara           | RadioShack-Leopard          | 29                          |
| 14                          | José Herrada                | Movistar                    | 27                          |
| 15                          | Maximiliano Richeze         | Lampre-Merida               | 25                          |
| 16                          | Philippe Gilbert            | BMC Racing                  | 24                          |
| 17                          | Michele Scarponi            | Lampre-Merida               | 22                          |
| 18                          | Bauke Mollema               | Belkin                      | 21                          |
| 19                          | Dominik Nerz                | BMC Racing                  | 20                          |
| 20                          | Edvald Boasson Hagen        | Sky                         | 16                          |
| 20                          | Kenny Elissonde             | FDJ.fr                      | 16                          |
| 20                          | Alexandre Geniez            | FDJ.fr                      | 16                          |
| 20                          | Vasil Kiryienka             | Sky                         | 16                          |
| 20                          | Michael Mørkøv              | Saxo-Tinkoff                | 16                          |
| 20                          | Daniele Ratto               | Cannondale                  | 16                          |
| 20                          | Zdeněk Štybar               | Omega Pharma-Quick Step     | 16                          |
| 27                          | Chris Anker Sørensen        | Saxo-Tinkoff                | 14                          |
| 28                          | Tyler Farrar                | Garmin-Sharp                | 13                          |
| 29                          | Rigoberto Urán              | Sky                         | 10                          |
| 30                          | Gianni Meersman             | Omega Pharma-Quick Step     | 9                           |
| 31                          | Robert Kišerlovski          | RadioShack-Leopard          | 8                           |
| 31                          | Tony Martin                 | Omega Pharma-Quick Step     | 8                           |
| 31                          | Rinaldo Nocentini           | AG2R La Mondiale            | 8                           |
| 31                          | Diego Ulissi                | Lampre-Merida               | 8                           |
| 35                          | Nikias Arndt                | Argos-Shimano               | 6                           |
| 36                          | Adam Hansen                 | Lotto-Belisol               | 4                           |
| 36                          | Rafał Majka                 | Saxo-Tinkoff                | 4                           |
| 36                          | Robert Wagner               | Belkin                      | 4                           |
| 39                          | Ivan Basso                  | Cannondale                  | 3                           |
| 40                          | Igor Antón                  | Euskaltel Euskadi           | 2                           |
| 40                          | Juan Antonio Flecha         | Vacansoleil-DCM             | 2                           |
| 40                          | Martin Kohler               | BMC Racing                  | 2                           |
| 40                          | Luca Paolini                | Katusha                     | 2                           |
| 40                          | Ivan Santaromita            | BMC Racing                  | 2                           |
| 45                          | Dario Cataldo               | Sky                         | 1                           |
| 45                          | Daniel Martin               | Garmin-Sharp                | 1                           |
| 45                          | Egoi Martínez               | Euskaltel Euskadi           | 1                           |
| 45                          | Xabier Zandio               | Sky                         | 1                           |

## Évolution des classements
Le classement général, dont le leader porte le maillot rouge, s'établit en additionnant les temps réalisés à chaque étape, puis en ôtant d'éventuelles bonifications (10, 6 et 4 s à l'arrivée des étapes en ligne et 3, 2 et 1 s à chaque sprint intermédiaire). En cas d'égalité, les critères de départage, dans l'ordre, sont : centièmes de seconde enregistrés lors des contre-la-montre, addition des places obtenues lors de chaque étape, place obtenue lors de la dernière étape.
Le classement par points, dont le leader porte le maillot vert, est l'addition des points attribués à l'arrivée des étapes (25, 20, 16, 14, 12 et 10 points puis en ôtant 1 pt par place perdue jusqu'au 14e, qui reçoit donc 2 pts) et aux sprints intermédiaires (4, 2 et 1 points). En cas d'égalité de points, les critères de départage, dans l'ordre, sont : nombre de victoires d'étape, de sprints intermédiaires, classement général.
Le classement de la montagne, dont le leader porte le maillot blanc à pois bleu, consiste en l'addition des points obtenus au sommet de la Cima Alberto Fernandez (20, 15, 10, 6, 4 et 2 pts), des ascensions Hors-catégorie (15, 10, 6, 4 et 2 pts), de 1re (10, 6, 4, 2 et 1 pts), 2e (5, 3 et 1 pts) et 3e (3, 2 et 1 pts) catégorie. En cas d'égalité de points, les critères de départage, dans l'ordre, sont : nombre de premières places dans la Cima Alberto Fernadez, les ascensions Hors-catégorie, de 1re, de 2e, puis de 3e catégorie, classement général.
Le classement du combiné, dont le leader porte le maillot blanc, est la somme des places de chaque coureur dans le classement général, le classement par points et le classement de la montagne. Pour être classé, un coureur doit figurer dans les 3 classements. Si aucun coureur ne remplit cette condition, on regarde les coureurs se trouvant dans 2 classements. En cas d'égalité de points, le critère de départage est le classement général.
Le classement par équipes de l'étape est l'addition des trois meilleurs temps individuels de chaque équipe, sauf lors du contre-la-montre par équipes, où l'on prend le temps de l'équipe. En cas d'égalité, les critères de départage, dans l'ordre, sont : addition des places des 3 premiers coureurs des équipes concernées, place du meilleur coureur sur l'étape. Calculer le classement par équipes revient à additionner les classements par équipes de chaque étape. En cas d'égalité, les critères de départage, dans l'ordre, sont : nombre de premières places dans le classement par équipes du jour, nombre de deuxièmes places dans le classement par équipes du jour, etc., place au classement général du meilleur coureur des équipes concernées.
| Étape              | Vainqueur          | Classement général | Classement par points | Classement de la montagne | Classement du combiné | Classement par équipes | Prix de la combativité |
| ------------------ | ------------------ | ------------------ | --------------------- | ------------------------- | --------------------- | ---------------------- | ---------------------- |
| 1                  | Astana             | Janez Brajkovič    | Non décerné           | Non décerné               | Non décerné           | Astana                 | Janez Brajkovič        |
| 2                  | Nicolas Roche      | Vincenzo Nibali    | Nicolas Roche         | Nicolas Roche             | Nicolas Roche         | RadioShack-Leopard     | Alex Rasmussen         |
| 3                  | Christopher Horner | Christopher Horner | Nicolas Roche         | Nicolas Roche             | Nicolas Roche         | RadioShack-Leopard     | Pablo Urtasun          |
| 4                  | Daniel Moreno      | Vincenzo Nibali    | Daniel Moreno         | Nicolas Roche             | Nicolas Roche         | RadioShack-Leopard     | Nicolas Edet           |
| 5                  | Michael Matthews   | Vincenzo Nibali    | Daniel Moreno         | Nicolas Roche             | Nicolas Roche         | RadioShack-Leopard     | Antonio Piedra         |
| 6                  | Michael Mørkøv     | Vincenzo Nibali    | Michael Matthews      | Nicolas Roche             | Nicolas Roche         | RadioShack-Leopard     | Tony Martin            |
| 7                  | Zdeněk Štybar      | Vincenzo Nibali    | Michael Matthews      | Nicolas Roche             | Nicolas Roche         | RadioShack-Leopard     | Javier Aramendia       |
| 8                  | Leopold König      | Nicolas Roche      | Daniel Moreno         | Nicolas Roche             | Nicolas Roche         | Saxo-Tinkoff           | Antonio Piedra         |
| 9                  | Daniel Moreno      | Daniel Moreno      | Daniel Moreno         | Nicolas Roche             | Daniel Moreno         | Movistar               | Javier Aramendia       |
| 10                 | Christopher Horner | Christopher Horner | Daniel Moreno         | Christopher Horner        | Christopher Horner    | Saxo-Tinkoff           | Juan Antonio Flecha    |
| 11                 | Fabian Cancellara  | Vincenzo Nibali    | Daniel Moreno         | Christopher Horner        | Nicolas Roche         | Astana                 | Fabian Cancellara      |
| 12                 | Philippe Gilbert   | Vincenzo Nibali    | Daniel Moreno         | Christopher Horner        | Nicolas Roche         | Astana                 | Fabricio Ferrari       |
| 13                 | Warren Barguil     | Vincenzo Nibali    | Daniel Moreno         | Christopher Horner        | Nicolas Roche         | Astana                 | Michele Scarponi       |
| 14                 | Daniele Ratto      | Vincenzo Nibali    | Alejandro Valverde    | Daniele Ratto             | Christopher Horner    | Astana                 | Daniele Ratto          |
| 15                 | Alexandre Geniez   | Vincenzo Nibali    | Alejandro Valverde    | Nicolas Edet              | Christopher Horner    | Astana                 | Alexandre Geniez       |
| 16                 | Warren Barguil     | Vincenzo Nibali    | Alejandro Valverde    | Nicolas Edet              | Christopher Horner    | Euskaltel Euskadi      | Juan Antonio Flecha    |
| 17                 | Bauke Mollema      | Vincenzo Nibali    | Alejandro Valverde    | Nicolas Edet              | Christopher Horner    | Euskaltel Euskadi      | Javier Aramendia       |
| 18                 | Vasil Kiryienka    | Vincenzo Nibali    | Alejandro Valverde    | Nicolas Edet              | Christopher Horner    | Euskaltel Euskadi      | Egoi Martinez          |
| 19                 | Joaquim Rodríguez  | Christopher Horner | Alejandro Valverde    | Nicolas Edet              | Christopher Horner    | Euskaltel Euskadi      | Edvald Boasson Hagen   |
| 20                 | Kenny Elissonde    | Christopher Horner | Alejandro Valverde    | Nicolas Edet              | Christopher Horner    | Euskaltel Euskadi      | David Arroyo           |
| 21                 | Michael Matthews   | Christopher Horner | Alejandro Valverde    | Nicolas Edet              | Christopher Horner    | Euskaltel Euskadi      | Javier Aramendia       |
| Classements finals | Classements finals | Christopher Horner | Alejandro Valverde    | Nicolas Edet              | Christopher Horner    | Euskaltel Euskadi      | Javier Aramendia       |

## Liste des participants
- Liste de départ complète

| Légende | Légende                                                                                                  | Légende | Légende                                                                                         |
| ------- | --- | ------- | ----------------------------------------------------------------------------------------------- |
| Num     | Dossard de départ porté par le coureur sur cette Vuelta                                                  | Pos.    | Position finale au classement général                                                           |
|         | Indique le vainqueur du classement général                                                               |         | Indique le vainqueur du classement de la montagne                                               |
|         | Indique le vainqueur du classement par points                                                            |         | Indique le vainqueur du classement du combiné                                                   |
|         | Indique la meilleure équipe                                                                              |         | Indique un maillot de champion national ou mondial, suivi de sa spécialité                      |
| NP      | Indique un coureur qui n'a pas pris le départ d'une étape, suivi du numéro de l'étape où il s'est retiré | AB      | Indique un coureur qui n'a pas terminé une étape, suivi du numéro de l'étape où il s'est retiré |
| HD      | Indique un coureur qui a terminé une étape hors des délais, suivi du numéro de l'étape                   | EX      | Indique un coureur exclu pour non-respect du règlement                                          |

| Movistar MOV | Movistar MOV              | Movistar MOV |
| ------------ | ------------------------- | ------------ |
| Num          | Coureur                   | Pos.         |
| 1            | Alejandro Valverde (ESP)  | 3e           |
| 2            | Eros Capecchi (ITA)       | 24e          |
| 3            | Imanol Erviti (ESP)       | 102e         |
| 4            | José Iván Gutiérrez (ESP) | 119e         |
| 5            | José Herrada (ESP)        | 12e          |
| 6            | Beñat Intxausti (ESP)     | 87e          |
| 7            | Pablo Lastras (ESP)       | AB-13        |
| 8            | Javier Moreno (ESP)       | 76e          |
| 9            | Sylwester Szmyd (POL)     | 45e          |

| AG2R La Mondiale ALM | AG2R La Mondiale ALM     | AG2R La Mondiale ALM |
| -------------------- | ------------------------ | -------------------- |
| Num                  | Coureur                  | Pos.                 |
| 11                   | Domenico Pozzovivo (ITA) | 6e                   |
| 12                   | Julien Bérard (FRA)      | 94e                  |
| 13                   | Carlos Betancur (COL)    | 126e                 |
| 14                   | Steve Chainel (FRA)      | AB-14                |
| 15                   | Mikaël Cherel (FRA)      | 56e                  |
| 16                   | Ben Gastauer (LUX)       | 65e                  |
| 17                   | Lloyd Mondory (FRA)      | 114e                 |
| 18                   | Matteo Montaguti (ITA)   | NP-11                |
| 19                   | Rinaldo Nocentini (ITA)  | 53e                  |

| Argos-Shimano ARG | Argos-Shimano ARG                 | Argos-Shimano ARG |
| ----------------- | --------------------------------- | ----------------- |
| Num               | Coureur                           | Pos.              |
| 21                | Nikias Arndt (GER)                | 136e              |
| 22                | Warren Barguil (FRA)              | 38e               |
| 23                | Johannes Fröhlinger (GER)         | 59e               |
| 24                | Thierry Hupond (FRA)              | AB-20             |
| 25                | Reinardt Janse van Rensburg (RSA) | 98e               |
| 26                | Thomas Peterson (USA)             | 116e              |
| 27                | Georg Preidler (AUT)              | 36e               |
| 28                | Ramon Sinkeldam (NED)             | AB-14             |
| 29                | Tom Stamsnijder (NED)             | 137e              |

| Astana AST | Astana AST                | Astana AST |
| ---------- | ------------------------- | ---------- |
| Num        | Coureur                   | Pos.       |
| 31         | Vincenzo Nibali (ITA)     | 2e         |
| 32         | Janez Brajkovič (SLO)     | 26e        |
| 33         | Jakob Fuglsang (DEN)      | 29e        |
| 34         | Andriy Grivko (UKR)       | 101e       |
| 35         | Maxim Iglinskiy (KAZ)     | AB-19      |
| 36         | Tanel Kangert (EST) (Clm) | 11e        |
| 37         | Paolo Tiralongo (ITA)     | 51e        |
| 38         | Alessandro Vanotti (ITA)  | 113e       |
| 39         | Andrey Zeits (KAZ)        | 81e        |

| Belkin BEL | Belkin BEL               | Belkin BEL |
| ---------- | ------------------------ | ---------- |
| Num        | Coureur                  | Pos.       |
| 41         | Bauke Mollema (NED)      | 52e        |
| 42         | Theo Bos (NED)           | NP-1       |
| 43         | Graeme Brown (AUS)       | AB-15      |
| 44         | Stef Clement (NED)       | AB-13      |
| 45         | Juan Manuel Gárate (ESP) | 71e        |
| 46         | Luis León Sánchez (ESP)  | AB-14      |
| 47         | David Tanner (AUS)       | 106e       |
| 48         | Laurens ten Dam (NED)    | AB-13      |
| 49         | Robert Wagner (GER)      | 123e       |

| BMC Racing BMC | BMC Racing BMC                 | BMC Racing BMC |
| -------------- | ------------------------------ | -------------- |
| Num            | Coureur                        | Pos.           |
| 51             | Philippe Gilbert (BEL) (Route) | AB-15          |
| 52             | Yannick Eijssen (BEL)          | 83e            |
| 53             | Martin Kohler (SUI)            | 66e            |
| 54             | Sebastian Lander (DAN)         | NP-13          |
| 55             | Klaas Lodewyck (BEL)           | 120e           |
| 56             | Dominik Nerz (GER)             | 14e            |
| 57             | Marco Pinotti (ITA) (Clm)      | NP-12          |
| 58             | Ivan Santaromita (ITA) (Route) | 48e            |
| 59             | Danilo Wyss (SUI)              | 72e            |

| Caja Rural-Seguros RGA CJR | Caja Rural-Seguros RGA CJR | Caja Rural-Seguros RGA CJR |
| -------------------------- | -------------------------- | -------------------------- |
| Num                        | Coureur                    | Pos.                       |
| 61                         | David Arroyo (ESP)         | 13e                        |
| 62                         | Javier Aramendia (ESP)     | 118e                       |
| 63                         | André Cardoso (POR)        | 16e                        |
| 64                         | Fabricio Ferrari (URU)     | 121e                       |
| 65                         | Marcos García (ESP)        | 75e                        |
| 66                         | Francesco Lasca (ITA)      | 140e                       |
| 67                         | Antonio Piedra (ESP)       | 109e                       |
| 68                         | Amets Txurruka (ESP)       | 25e                        |
| 69                         | Iván Velasco (ESP)         | NP-11                      |

| Cannondale CAN | Cannondale CAN              | Cannondale CAN |
| -------------- | --------------------------- | -------------- |
| Num            | Coureur                     | Pos.           |
| 71             | Ivan Basso (ITA)            | AB-14          |
| 72             | Guillaume Boivin (CAN)      | AB-10          |
| 73             | Tiziano Dall'Antonia (ITA)  | 111e           |
| 74             | Lucas Sebastián Haedo (ARG) | 139e           |
| 75             | Paolo Longo Borghini (ITA)  | 89e            |
| 76             | Maciej Paterski (POL)       | 54e            |
| 77             | Daniele Ratto (ITA)         | 95e            |
| 78             | Cayetano Sarmiento (COL)    | 57e            |
| 79             | Cameron Wurf (AUS)          | 99e            |

| Cofidis COF | Cofidis COF             | Cofidis COF |
| ----------- | ----------------------- | ----------- |
| Num         | Coureur                 | Pos.        |
| 81          | Jérôme Coppel (FRA)     | 40e         |
| 82          | Yoann Bagot (FRA)       | 21e         |
| 83          | Cyril Bessy (FRA)       | AB-14       |
| 84          | Nicolas Edet (FRA)      | 104e        |
| 85          | Luis Ángel Maté (ESP)   | 42e         |
| 86          | Adrien Petit (FRA)      | 130e        |
| 87          | Stéphane Poulhiès (FRA) | 138e        |
| 88          | Nico Sijmens (BEL)      | 78e         |
| 89          | Romain Zingle (BEL)     | 91e         |

| Euskaltel Euskadi EUS | Euskaltel Euskadi EUS | Euskaltel Euskadi EUS |
| --------------------- | --------------------- | --------------------- |
| Num                   | Coureur               | Pos.                  |
| 91                    | Samuel Sánchez (ESP)  | 8e                    |
| 92                    | Igor Antón (ESP)      | 20e                   |
| 93                    | Jorge Azanza (ESP)    | 90e                   |
| 94                    | Mikel Landa (ESP)     | 39e                   |
| 95                    | Egoi Martínez (ESP)   | 30e                   |
| 96                    | Mikel Nieve (ESP)     | 23e                   |
| 97                    | Juan José Oroz (ESP)  | 46e                   |
| 98                    | Pablo Urtasun (ESP)   | 122e                  |
| 99                    | Gorka Verdugo (ESP)   | 63e                   |

| FDJ.fr FDJ | FDJ.fr FDJ                    | FDJ.fr FDJ |
| ---------- | ----------------------------- | ---------- |
| Num        | Coureur                       | Pos.       |
| 101        | Thibaut Pinot (FRA)           | 7e         |
| 102        | Arnaud Courteille (FRA)       | 132e       |
| 103        | Kenny Elissonde (FRA)         | 33e        |
| 104        | Alexandre Geniez (FRA)        | 47e        |
| 105        | Laurent Mangel (FRA)          | AB-13      |
| 106        | Cédric Pineau (FRA)           | 103e       |
| 107        | Anthony Roux (FRA)            | 34e        |
| 108        | Geoffrey Soupe (FRA)          | AB-12      |
| 109        | Jussi Veikkanen (FIN) (Route) | AB-18      |

| Garmin-Sharp GRS | Garmin-Sharp GRS        | Garmin-Sharp GRS |
| ---------------- | ----------------------- | ---------------- |
| Num              | Coureur                 | Pos.             |
| 111              | Daniel Martin (IRL)     | NP-8             |
| 112              | Caleb Fairly (USA)      | 112e             |
| 113              | Tyler Farrar (USA)      | 124e             |
| 114              | Koldo Fernández (ESP)   | NP-2             |
| 115              | Alex Howes (USA)        | 93e              |
| 116              | Michel Kreder (NED)     | AB-14            |
| 117              | Nick Nuyens (BEL)       | AB-14            |
| 118              | Alex Rasmussen (DEN)    | 134e             |
| 119              | Johan Vansummeren (BEL) | 88e              |

| Katusha KAT | Katusha KAT                     | Katusha KAT |
| ----------- | ------------------------------- | ----------- |
| Num         | Coureur                         | Pos.        |
| 121         | Joaquim Rodríguez (ESP)         | 4e          |
| 122         | Giampaolo Caruso (ITA)          | 49e         |
| 123         | Vladimir Gusev (RUS)            | 62e         |
| 124         | Vladimir Isaychev (RUS) (Route) | 131e        |
| 125         | Dmitry Kozontchuk (RUS)         | 92e         |
| 126         | Alberto Losada (ESP)            | AB-10       |
| 127         | Daniel Moreno (ESP)             | 10e         |
| 128         | Luca Paolini (ITA)              | 107e        |
| 129         | Ángel Vicioso (ESP)             | 80e         |

| Lampre-Merida LAM | Lampre-Merida LAM         | Lampre-Merida LAM |
| ----------------- | ------------------------- | ----------------- |
| Num               | Coureur                   | Pos.              |
| 131               | Michele Scarponi (ITA)    | 15e               |
| 132               | Winner Anacona (COL)      | 105e              |
| 133               | Matteo Bono (ITA)         | 143e              |
| 134               | Luca Dodi (ITA)           | 129e              |
| 135               | Massimo Graziato (ITA)    | 144e              |
| 136               | Manuele Mori (ITA)        | 70e               |
| 137               | Maximiliano Richeze (ARG) | 141e              |
| 138               | Simone Stortoni (ITA)     | AB-15             |
| 139               | Diego Ulissi (ITA)        | 32e               |

| Lotto-Belisol LTB | Lotto-Belisol LTB         | Lotto-Belisol LTB |
| ----------------- | ------------------------- | ----------------- |
| Num               | Coureur                   | Pos.              |
| 141               | Bart De Clercq (BEL)      | AB-10             |
| 142               | Francis De Greef (BEL)    | 41e               |
| 143               | Adam Hansen (AUS)         | 60e               |
| 144               | Gregory Henderson (NZL)   | AB-14             |
| 145               | Vicente Reynés (ESP)      | NP-13             |
| 146               | Jurgen Van de Walle (BEL) | AB-14             |
| 147               | Tosh Van der Sande (BEL)  | 127e              |
| 148               | Jelle Vanendert (BEL)     | AB-14             |
| 149               | Dennis Vanendert (BEL)    | 108e              |

| NetApp-Endura TNE | NetApp-Endura TNE            | NetApp-Endura TNE |
| ----------------- | ---------------------------- | ----------------- |
| Num               | Coureur                      | Pos.              |
| 151               | Leopold König (CZE)          | 9e                |
| 152               | Jan Bárta (CZE) (Route, Clm) | 96e               |
| 153               | Iker Camaño (ESP)            | 67e               |
| 154               | David de la Cruz (ESP)       | AB-13             |
| 155               | Zakkari Dempster (AUS)       | 133e              |
| 156               | Bartosz Huzarski (POL)       | 35e               |
| 157               | José Mendes (POR)            | 22e               |
| 158               | Daniel Schorn (AUT)          | AB-15             |
| 159               | Paul Voss (GER)              | 68e               |

| Omega Pharma-Quick Step OPQ (Clm équipes) | Omega Pharma-Quick Step OPQ (Clm équipes) | Omega Pharma-Quick Step OPQ (Clm équipes) |
| ----------------------------------------- | ----------------------------------------- | ----------------------------------------- |
| Num                                       | Coureur                                   | Pos.                                      |
| 161                                       | Tony Martin (GER) (Clm)                   | AB-15                                     |
| 162                                       | Kevin De Weert (BEL)                      | AB-11                                     |
| 163                                       | Andrew Fenn (GBR)                         | EX-10                                     |
| 164                                       | Gianni Meersman (BEL)                     | 58e                                       |
| 165                                       | Serge Pauwels (BEL)                       | 31e                                       |
| 166                                       | Pieter Serry (BEL)                        | 50e                                       |
| 167                                       | Zdeněk Štybar (CZE)                       | AB-15                                     |
| 168                                       | Guillaume Van Keirsbulck (BEL)            | 125e                                      |
| 169                                       | Kristof Vandewalle (BEL) (Clm)            | AB-15                                     |

| Orica-GreenEDGE OGE | Orica-GreenEDGE OGE     | Orica-GreenEDGE OGE |
| ------------------- | ----------------------- | ------------------- |
| Num                 | Coureur                 | Pos.                |
| 171                 | Simon Gerrans (AUS)     | NP-14               |
| 172                 | Sam Bewley (NZL)        | NP-14               |
| 173                 | Simon Clarke (AUS)      | 69e                 |
| 174                 | Baden Cooke (AUS)       | AB-15               |
| 175                 | Mitchell Docker (AUS)   | 135e                |
| 176                 | Leigh Howard (AUS)      | 142e                |
| 177                 | Christian Meier (CAN)   | 82e                 |
| 178                 | Michael Matthews (AUS)  | 110e                |
| 179                 | Wesley Sulzberger (AUS) | NP-5                |

| RadioShack-Leopard RLT | RadioShack-Leopard RLT           | RadioShack-Leopard RLT |
| ---------------------- | -------------------------------- | ---------------------- |
| Num                    | Coureur                          | Pos.                   |
| 181                    | Fabian Cancellara (SUI) (Clm)    | NP-18                  |
| 182                    | Matthew Busche (USA)             | 64e                    |
| 183                    | Ben Hermans (BEL)                | 61e                    |
| 184                    | Christopher Horner (USA)         | 1er                    |
| 185                    | Markel Irizar (ESP)              | 86e                    |
| 186                    | Robert Kišerlovski (CRO) (Route) | 17e                    |
| 187                    | Yaroslav Popovych (UKR)          | 85e                    |
| 188                    | Grégory Rast (SUI)               | 77e                    |
| 189                    | Haimar Zubeldia (ESP)            | AB-14                  |

| Sky SKY | Sky SKY                          | Sky SKY |
| ------- | -------------------------------- | ------- |
| Num     | Coureur                          | Pos.    |
| 191     | Sergio Henao (COL)               | 28e     |
| 192     | Edvald Boasson Hagen (NOR) (Clm) | 84e     |
| 193     | Dario Cataldo (ITA)              | 74e     |
| 194     | Vasil Kiryienka (BLR)            | 73e     |
| 195     | Christian Knees (GER)            | 79e     |
| 196     | Salvatore Puccio (ITA)           | NP-20   |
| 197     | Luke Rowe (GBR)                  | AB-15   |
| 198     | Rigoberto Urán (COL)             | 27e     |
| 199     | Xabier Zandio (ESP)              | 55e     |

| Saxo-Tinkoff TST | Saxo-Tinkoff TST             | Saxo-Tinkoff TST |
| ---------------- | ---------------------------- | ---------------- |
| Num              | Coureur                      | Pos.             |
| 201              | Roman Kreuziger (RTC)        | AB-14            |
| 202              | Rafał Majka (POL)            | 19e              |
| 203              | Michael Mørkøv (DAN) (Route) | 128e             |
| 204              | Evgueni Petrov (RUS)         | 117e             |
| 205              | Nicolas Roche (IRL)          | 5e               |
| 206              | Chris Anker Sørensen (DAN)   | 18e              |
| 207              | Nicki Sørensen (DAN)         | 100e             |
| 208              | Matteo Tosatto (ITA)         | 115e             |
| 209              | Oliver Zaugg (SUI)           | 37e              |

| Vacansoleil-DCM VCD | Vacansoleil-DCM VCD             | Vacansoleil-DCM VCD |
| ------------------- | ------------------------------- | ------------------- |
| Num                 | Coureur                         | Pos.                |
| 211                 | Wout Poels (NED)                | AB-14               |
| 212                 | Grega Bole (SLO)                | 97e                 |
| 213                 | Thomas De Gendt (BEL)           | EX-10               |
| 214                 | Juan Antonio Flecha (ESP)       | 44e                 |
| 215                 | Johnny Hoogerland (NED) (Route) | AB-19               |
| 216                 | Tomasz Marczyński (POL)         | NP-15               |
| 217                 | Barry Markus (NED)              | AB-10               |
| 218                 | Rafael Valls (ESP)              | 43e                 |
| 219                 | Lieuwe Westra (NED) (Clm)       | AB-14               |